# Благун
Благу́н (болг. Благун) — село в Кирджалійській області Болгарії. Входить до складу общини Крумовград.

## Населення
За даними перепису населення 2011 року у селі проживали 37 осіб, з них 36 осіб (97,3%) — турки.
Розподіл населення за віком у 2011 році:
Динаміка населення: